# Koniusza (gmina)
Koniusza – gmina wiejska w województwie małopolskim, w powiecie proszowickim.
W latach 1976–1998 gmina położona była w województwie krakowskim.
Siedziba gminy to Koniusza.
Według danych z 31 grudnia 2017 gminę zamieszkiwało 9006 osób.
Gmina powstała 2 lipca 1976 roku. Utworzono ją z ziem zniesionych gmin Wierzbno i Niegardów (z wyłączeniem sołectwa Skrzeszowice z gminy Niegardów, które włączono do gminy Kocmyrzów-Luborzyca).
1 kwietnia 1977 roku z gminy wyłączono sołectwo Łososkowice i włączono do gminy Kocmyrzów-Luborzyca.

## Struktura powierzchni
Według danych z roku 2002 gmina Koniusza ma obszar 88,5 km², w tym:
- użytki rolne: 91%
- użytki leśne: 2%

Gmina stanowi 21,35% powierzchni powiatu.

## Demografia

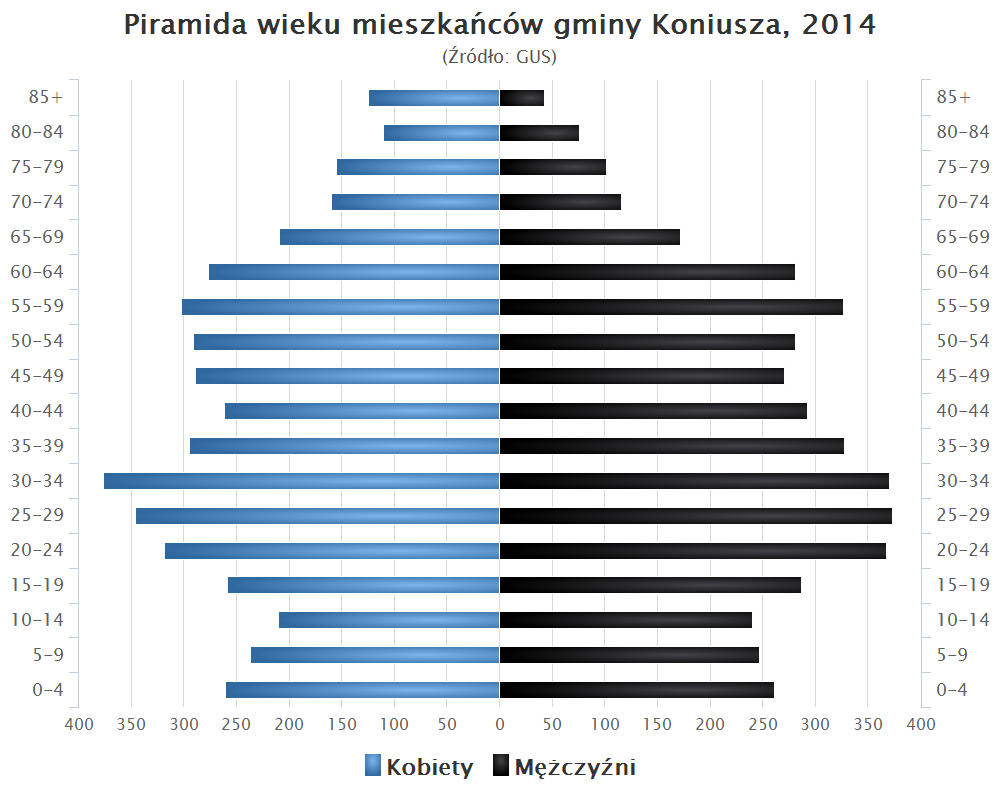
Piramida wieku mieszkańców gminy Koniusza w 2014 roku

Dane z 31 grudnia 2017:
| Opis                              | Ogółem | Ogółem | Kobiety | Kobiety | Mężczyźni | Mężczyźni |
| --------------------------------- | ------ | ------ | ------- | ------- | --------- | --------- |
| jednostka                         | osób   | %      | osób    | %       | osób      | %         |
| populacja                         | 9006   | 100    | 4531    | 50,3    | 4475      | 49,7      |
| gęstość zaludnienia (mieszk./km²) | 101,8  | 101,8  | 51,2    | 51,2    | 50,6      | 50,6      |

## Sołectwa
Biórków Mały, Biórków Wielki, Budziejowice, Chorążyce, Czernichów, Dalewice, Glew, Glewiec, Gnatowice, Górka Jaklińska, Karwin, Koniusza, Łyszkowice, Muniaczkowice, Niegardów, Niegardów-Kolonia, Piotrkowice Małe, Piotrkowice Wielkie, Polekarcice, Posądza, Przesławice, Rzędowice, Siedliska, Szarbia, Wąsów, Wierzbno, Wroniec, Wronin, Zielona.

## Zabytki
Obiekty wpisane do rejestru zabytków nieruchomych województwa małopolskiego:
| Obraz | Miejscowość    | Nazwa                                                              | Data powstania  |
| ----- | -------------- | ------------------------------------------------------------------ | --------------- |
|       | Koniusza       | Kościół Świętych Apostołów Piotra i Pawła w Koniuszy               | XV, XVII, XX w. |
|       | Biórków Wielki | Kościół Wniebowzięcia Najświętszej Maryi Panny w Biórkowie Wielkim | XVII w.         |
|       | Biórków Wielki | Dwór Woźniakowskich w Biórkowie Wielkim                            | XVIII, XIX w.   |
|       | Dalewice       | Kaplica pw. Nawiedzenia i Zwiastowania NMP w Dalewicach            | XVII w.         |
|       | Dalewice       | Dwór w Dalewicach                                                  | XVIII w.        |
|       | Łyszkowice     | Dwór w Łyszkowicach                                                | XX w.           |
|       | Niegardów      | Kościół św. Jakuba Starszego w Niegardowie                         | XVI w.          |
|       | Wierzbno       | Zespół dworski w Wierzbnie                                         | XX w.           |
|       | Wierzbno       | Cmentarz wojenny z I wojny światowej w Wierzbnie                   | XX w.           |
|       | Wierzbno       | Kaplica św. Barbary w Wierzbnie                                    | XIX w.          |

## Sąsiednie gminy
Igołomia-Wawrzeńczyce, Kocmyrzów-Luborzyca, Kraków, Proszowice, Radziemice, Słomniki